# Casual game

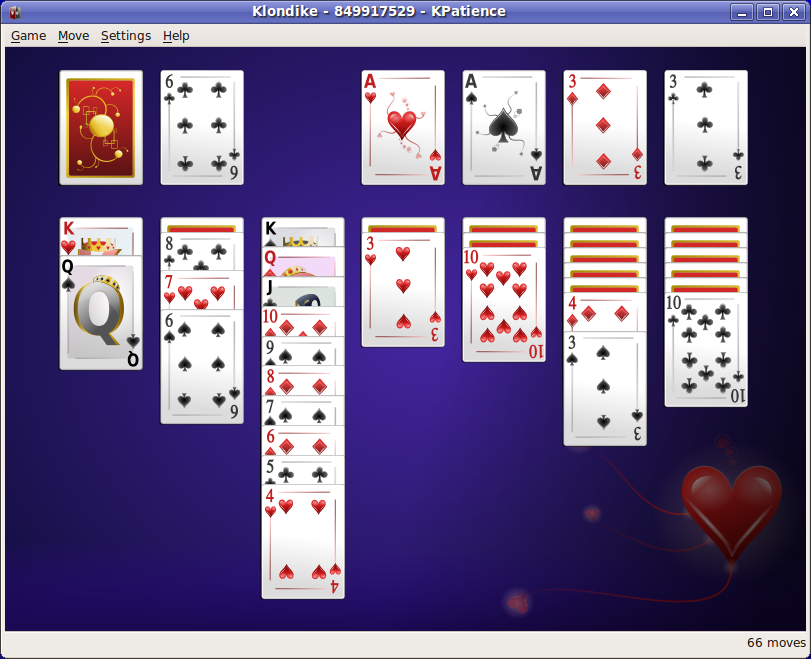
I videogiochi di carte, come questo solitario Klondike, sono un esempio di Casual game

Il casual game (traducibile "gioco occasionale, superficiale") è un tipo di videogiochi caratterizzati da un regolamento molto semplice e dal minore impegno richiesto per il loro utilizzo. Non richiedono particolari abilità o concentrazione, e grazie alla loro natura sono spesso produzioni dotate di un basso budget di investimento da parte dei produttori. Generalmente questo tipo di videogioco è destinato a un pubblico differente dal tipico videogiocatore: secondo alcune ricerche, infatti, ha un'età media superiore alla media ed è di sesso femminile.

## Caratteristiche comuni
La maggior parte dei casual game possiede più di una delle seguenti caratteristiche:
- Struttura semplice: facile da padroneggiare ma allo stesso tempo in grado di coinvolgere.
- Breve durata delle partite: lo spazio di una pausa pranzo o di uno spostamento su un mezzo pubblico.
- Stile grafico semplice e chiaro: in modo tale da richiedere bassi requisiti hardware rispetto agli standard correnti, e renderlo utilizzabile anche a chi possiede sistemi non di ultima generazione.
- Costo ridotto: per la loro intrinseca semplicità, questo genere di titoli non richiede un budget elevato da parte della società sviluppatrice.

## Storia
Il solitario di Microsoft, incluso nel sistema operativo Windows, è considerato l'archetipo dei casual game, con una stima di 400 milioni di persone che lo hanno giocato.
Nel 1989, Nintendo ha distribuito il suo Game Boy con Tetris, mossa che lo porterà a diventare il sistema da gioco portatile più diffuso.
Nel 1996 i casual game debuttano su Internet, grazie a siti come Gamesville che proponevano simulazioni multiplayer di dama, scacchi e giochi di carte basati sul linguaggio HTML, ma la grande diffusione è avvenuta dopo l'uscita di Macromedia Flash. Uno di questi, Bejeweled della PopCap Games, diventerà uno dei simboli di questo genere. 
Un'ulteriore spinta è derivata dal mondo mobile: i cellulari di nuova generazione, dotati di schermi a colori, sono diventati il luogo perfetto per dinamici, brevi e semplici giochi.
Con l'avvento della console Wii e della sua peculiare interfaccia di controllo, sono arrivati diversi casual game di successo come Wii Play e Carnival Games. Per le altre piattaforme, si possono citare Buzz!: The Music Quiz e Singstar.

## Generi
Non esiste una classificazione precisa dei generi esistenti di casual game; la maggior parte di essi sono rompicapo o repliche di giochi da tavolo come dama o scacchi; altri si basano sul riconoscimento di parole, mentre altri ancora sono dotati di elementi strategici come Plants vs. Zombies. Infine, esistono alcuni giochi basati sull'azione che si rifanno a classici arcade del passato.